# Бёргхофф, Гэри
Гэри Рич Бёргхофф (англ. Gary Rich Burghoff, род. 24 мая 1943 года, Бристол, США) — американский актёр, известный по роли Чарли Брауна в Бродвейском мюзикле 1967 года Ты хороший человек, Чарли Браун; а также сыгравший роль капрала Уолтера Юджина «Радара» О’Рейли в фильме и в телесериале Чёртова служба в госпитале МЭШ.

## Жизнь и карьера
Гари Бёргхофф родился в Бристоле, штат Коннектикут. Учился степу и стал барабанщиком, несмотря на наличие врожденной деформации трёх пальцев на левой руке. В 1967 году он появился в роли Чарли Брауна в оригинальной Бродвейской постановке Ты хороший человек, Чарли Браун. Он был барабанщиком группы «Родственники» («Relatives») в 1968 году. Актриса Линда Картер была в этой группе вокалисткой. Группа участвовала в открытии комплекса отель Сахара и казино в Лас-Вегасе, Невада, и он играл там в течение трёх месяцев. Он и Картер остались друзьями, и она помогла ему с кастингом в её более позднем хите, сериале Новые приключения чудо-женщины, в 1978 году, в эпизоде «Человек, который не скажет».

### M*A*S*H

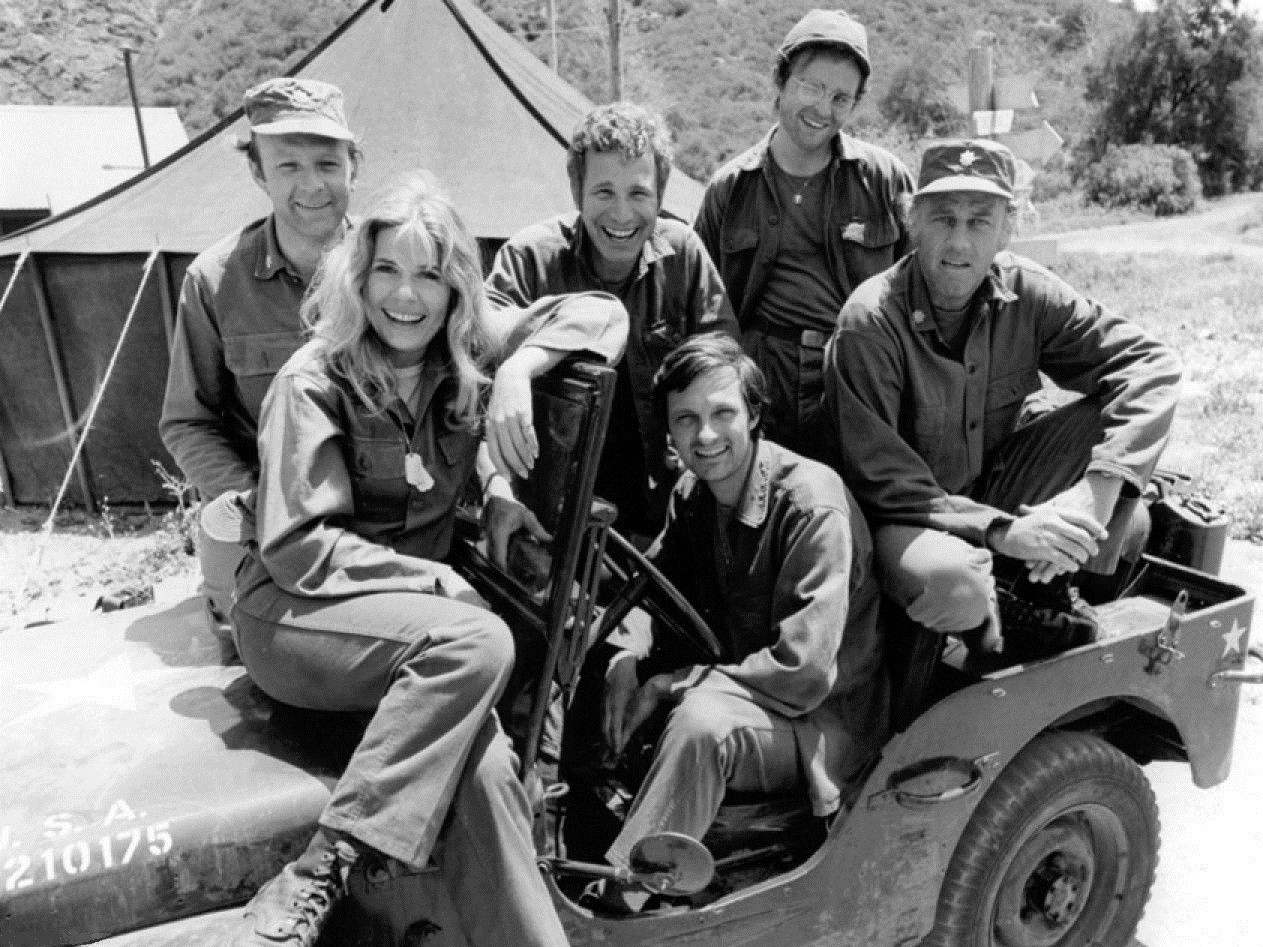
Лоретта Свит, Ларри Линвилл, Уэйн Роджерс, Гари Бёргхофф (сзади справа), Алан Алда, и Маклин Стивенсон, 1974 год.

Бёргхофф начал сниматься в художественном фильме Роберта Альтмана M*A*S*H (1970). Хотя несколько актеров из оригинального фильма стали появляться в качестве гостя в телевизионном сериале, Бёргхофф стал единственным актёром, продолжив сниматься в роли Радара О’Рейли. Хотя он, якобы, сыграл в сериале того же персонажа, что он играл в фильме, Бёргхофф привнёс различия в представление образа: 
«В оригинальном художественном фильме M*A*S*H, я создал образ Радара, как одинокого, мрачноватого и несколько сардонического характера — разновидность фигуры-призрака. Я продолжал демонстрировать эти качества в течение короткого времени и в сериале, пока не понял, что персонажи телесериала M*A*S*H развивались в другом направлении, по сравнению с фильмом. Это стала группа утонченных, высокообразованных врачей (и одной старшей медсестры), которые предпочли бы быть где-то ещё, — и кто понимал природу 'дыры', к которой они прикреплены. С подачи Гелбарт’а, я начал „лепить“ образ Радара в более невинном ключе, с наивным характером, в отличие от других персонажей; поэтому, в то время, как другие могли осуждать безнравственность и позор войны (с интеллектуальной и предвзятой точки зрения), Радар может реагировать только с позиции общей невинности».
Бёргхофф был номинирован на шесть премий Эмми за M*A*S*H в категории «выдающийся актёр второго плана в комедийном сериале» и, из этих номинаций, он получил премию «Эмми» в 1977 году. Алан Алда, партнёр Бёргхоффа по съёмочной площадке, принял награду от его имени.

Бёргхофф покинул M*A*S*H после седьмого сезона из-за «выгорания» и желания проводить больше времени со своей семьёй, хотя он возвратился в следующем году, для съёмок специального двухсерийного заключительного эпизода, «Прощай, Радар.» По поводу своего ухода, Бёргхофф сказал: 
«Семья для меня стала самой важной вещью… Я был недоступен, как отец, из-за моей работы. Это не прекращается, когда работа останавливается. Всякий раз, когда вы выходите куда-либо всей семьей, ты всегда оторван от семьи, чтобы иметь дело с общественным признанием».»
Как и задумывалось изначально, «До свидания, Радар» должен был быть последним эпизодом 7 сезона, но по настоянию CBS, он был расширен до двойного эпизода. Майк Фаррелл постарался переубедить Бёргхоффа остаться на шоу, сославшись на тусклую карьеру бывших постоянных участников M*A*S*H, Ларри Линвилла и Маклин Стивенсон после их отбытия.

Завершая обзор M*A*S*Hа для ТВ гида в 1983 году, Барт Прелюцкий (Burt Prelutsky) писал: 
«Хотя никто не хотел бы подписаться под этим заявлением, те чувства, по поводу ухода Гари Бёргхоффа были довольно единодушны: Радара любили, ненавидели Бёргхоффа. Как резюмировал один из участников: 'Гэри имел личностные проблемы. Он всегда чувствовал, что был заговор против него. Он хамил всем, но если кто-нибудь когда-нибудь сказал что-нибудь в ответ, он бы закатил истерику. У него были частые размолвки с его актерским составом, особенно с Аланом Алда.»"
Майк Фаррелл позже сказал: 
«Гэри Бёргхофф, возможно, был лучшим актером в компании, так мне всегда казалось. Его акцентирование, его умение находить те маленькие жемчужины поведения, которые делают всё абсолютно достоверным — это было чудо, которое можно было созерцать.»

### После M*A*S*H (поздняя карьера)
Бёргхофф регулярно появлялся на телевидении, выступал в ряде игровых шоу. Он также появился в фильме «Б. С., я люблю тебя», и в эпизоде — в фильмах «Лодка любви» и «Эллери Квин». Бёргхофф также снялся в сериале «Новые приключения чудо-женщины», в эпизоде «Человек, который не станет говорить» в 1978 году, где он вновь снимался с бывшей участницей его группы Линдой Картер, которая играла главного персонажа. В 1980-х годах Бёргхофф был ТВ-представителем ВР (бензин) и компьютерной корпорации IBM .
Бёргхофф — художник-самоучка, любитель дикой природы, также активно участвующий в защите дикой природы Калифорнии.
Он также работал как профессиональный джазовый барабанщик, возглавив трио «Мы трое» («The We Three»).
Бёргхофф — филателист, и в 1993 году ему было предложено помочь подобрать почтовую марку для организации «Охотники Соединенных Штатов».
В 2000, в эпоху доткомов, Бёргхофф был пресс-секретарём сайта PriceRadar.com.

## Браки
- Бёргхофф был женат на Джанет Гейл, с 1971 по 1979; у них родился один ребёнок, прежде чем они развелись.
- В 1985 году он женился на Элизабет Бостром; у пары родилось двое детей — и они развелись в 2005 году[10].

## Публикации
- «В M*A*S*H и обратно: моя жизнь в стихах и песнях». — G. Burghoff. To M*A*S*H and Back: My Life in Poems and Songs (англ.). — Albany: BearManor Media, 2009. — ISBN 1-59393-343-6.